# ルネ・ルヴァスール島

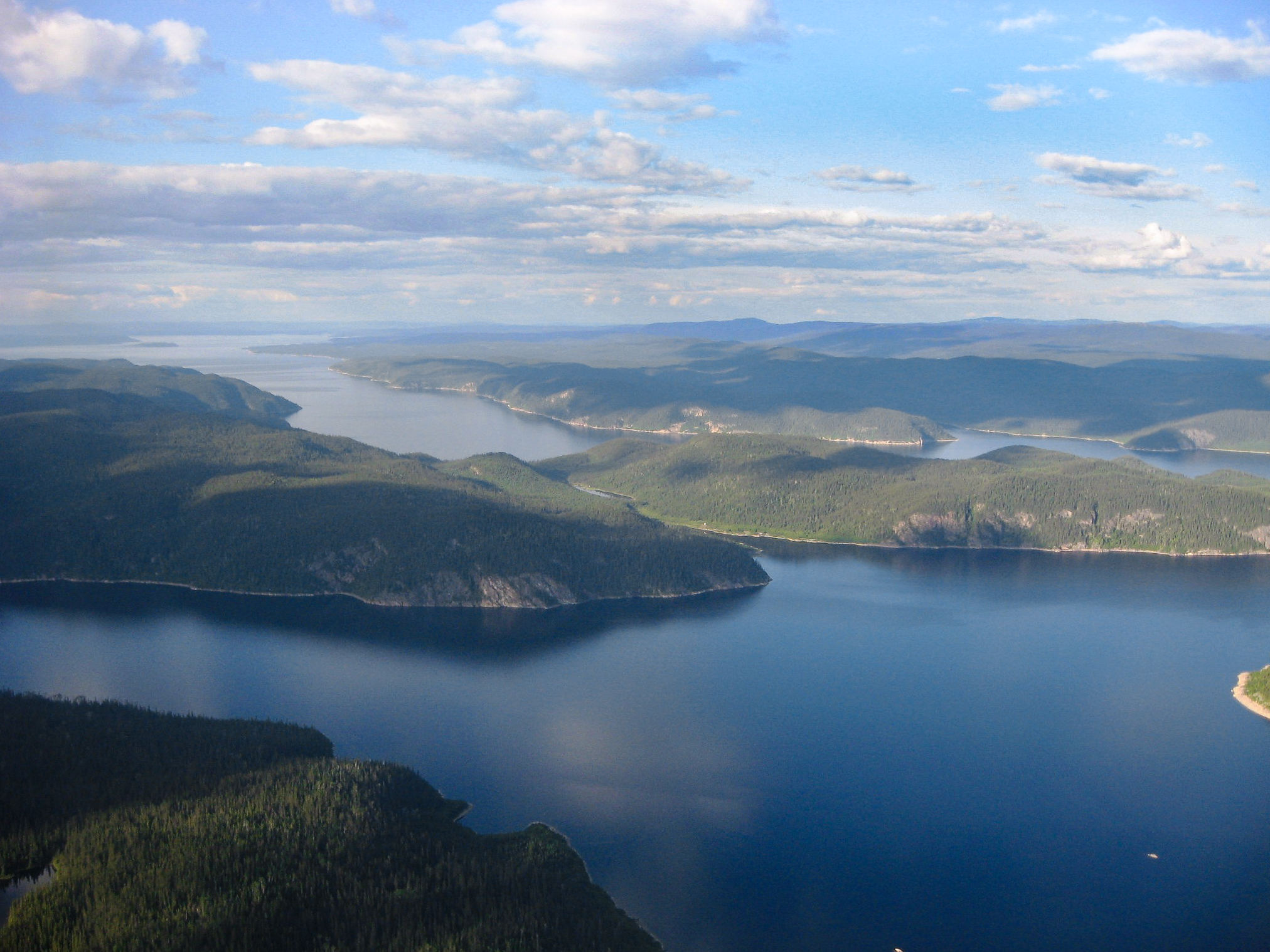
ルネ・ルヴァスール島

ルネ・ルヴァスール島（仏: île René-Levasseur）はカナダのケベック州でアンティコスティ島についで2番めに大きな島。1970年にダニエル・ジョンソン・ダム建設による周囲の水没（マニクアガン湖）でできた。淡水湖の中の島としてはヒューロン湖のマニトゥーリン島についで世界2位の大きさである。
島の特徴的な形は中生代三畳紀末に起きた隕石衝突によるものである。直径5kmの隕石が秒速17kmの速さで地表に激突した。これは地球が受けた史上4番目に強い天体衝突で、直径約100kmのクレーターが形成され、中心部がアイソスタシーにより隆起して現在見られる様な島の地形となった。このことは以前から圧力を受けた岩石が見付かるので推測されていたが、ダム湖が湛水を始めると円形の島ができ、一帯の地形が隕石によるものであるとはっきり見て取れる様になった。
島名はイドロ・ケベックが現在ダニエル・ジョンソン・ダムと呼ばれているダムを建設した際の主任技師ルネ・ルヴァスールにちなんだものである。マニクアガン湖とルネ・ルヴァスール島はこの建設工事によって姿を現した。ルヴァスールはダムの落成式数日前に35歳で世を去った。
ルネ・ルヴァスール島には2箇所の保護地域、ルイ・バベル自然保護区とラ・メテオリト生物多様性保護区がある。マニクアガン湖と中心部の島は合わせて「ケベックの目」の愛称でも親しまれている。

## 島の林業

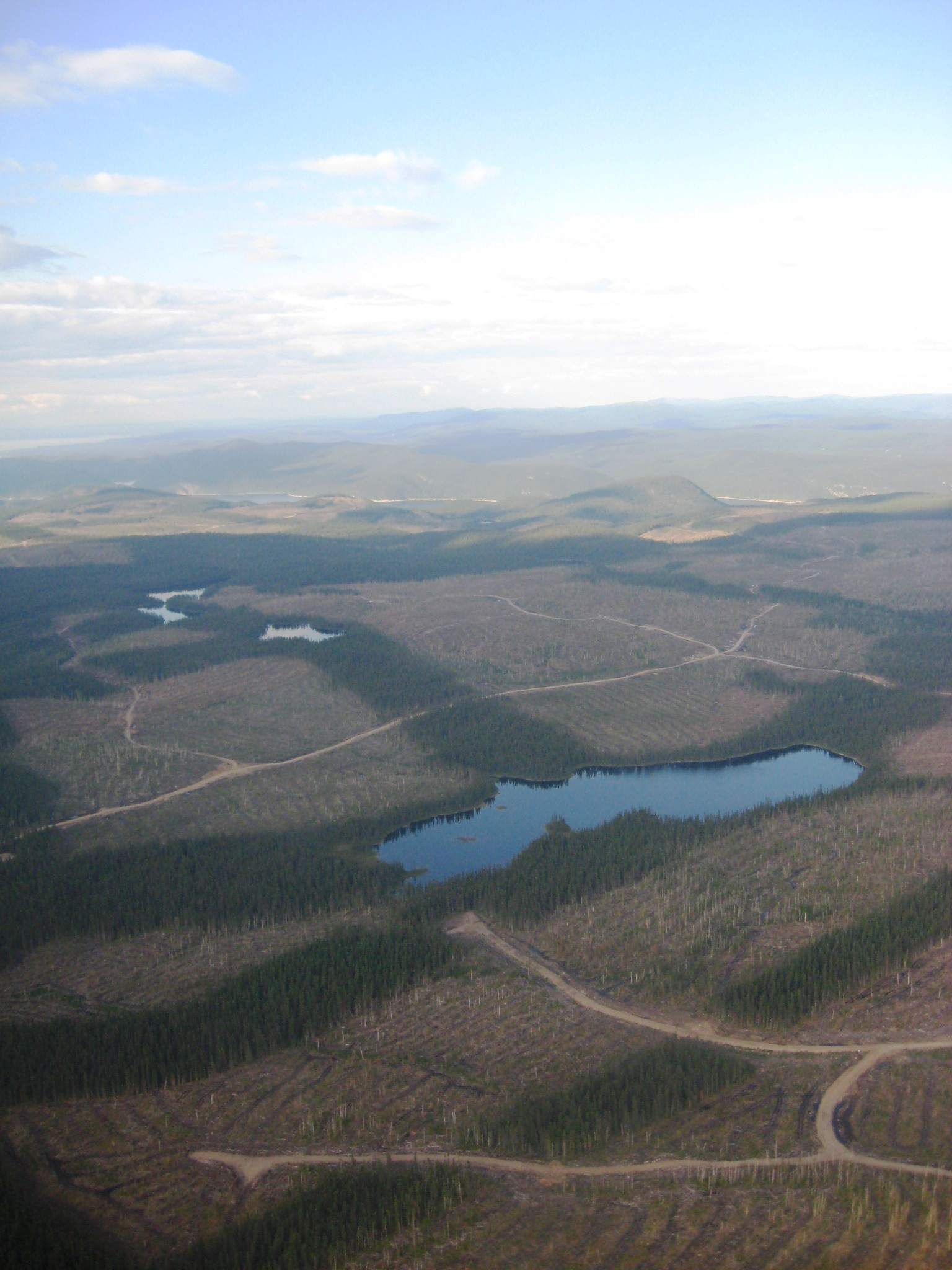
ルネ・ルヴァスール島でクルーガー社が行った伐採の様子（2007年夏撮影）

ルネ・ルヴァスール島は2000年代初めからペサミトのインヌ族共同体およびSOSルヴァスール組織と、ケベック州・カナダ両政府および伐採業者であるクルーガー社との間の法廷闘争の中心となっている。共同体の長であったラファエル・ピカールは開発に際して共同体との協議がなかったと主張し、父祖の地の保全を求めた。
クルーガー社は島の土地を1997年に取得し、2002年に操業を始めた。この場所はケベックでも最北の森林伐採地であるうえ、島であることによる輸送コストも計算に入れなければならない。それでもこの地域の林業にかかわる法規制が南方の諸地域より格段にゆるいことや、島に手付かずの森林が残っていることから、操業の採算が取れる様になっている。
2005年6月、ケベック州高等裁判所はペサミト共同体の訴えを容れ、本件のより詳細な判決が出るまでの間島内での伐採を停止する仮処分を下した。この判断は2006年4月に上訴裁判所で覆され、クルーガー社に操業の再開が認められた。
2008年2月、ルネ・ルヴァスール島問題についてのジュリアン・フレシェットのドキュメンタリー映画『目の中の指』が公開された。